# Мешкув (Любуське воєводство)
Мешкув (пол. Mieszków) — село в Польщі, у гміні Тшебель Жарського повіту Любуського воєводства.
Населення — 138 осіб (2011).
У 1975-1998 роках село належало до Зеленогурського воєводства.

## Демографія
Демографічна структура станом на 31 березня 2011 року:
|          | Загалом | Допрацездатний вік | Працездатний вік | Постпрацездатний вік |
| -------- | ------- | ------------------ | ---------------- | -------------------- |
| Чоловіки | 71      | 17                 | 51               | 3                    |
| Жінки    | 67      | 18                 | 40               | 9                    |
| Разом    | 138     | 35                 | 91               | 12                   |